# Novi Martinac
Novi Martinac (cyr. Нови Мартинац, pol. Nowy Martyniec) – wieś w Bośni i Hercegowinie, w Republice Serbskiej, w gminie Srbac. W 2013 liczyła 13 mieszkańców.
Wieś powstała w 1899. Składała się z polskich kolonistów z Galicji. Według szacunków do 1902 osiedliło się w niej 149 rodzin (734 osoby). Do 1926 liczba mieszkańców wzrosła do ok. 3000 osób. We wsi znajdowały się: kościół, plebania, cmentarz, szkoła, urząd gminy, policja, poczta, karczma, kilka sklepów oraz młynów. Po II wojnie światowej większość mieszkańców repatriowała się do Polski.
We wsi znajduje się obecnie polski cmentarz. Został on w 2013 wpisany na listę pomników narodowych Bośni i Hercegowiny z racji wartości kulturowo-historycznej.